# Dorotea Bucca
Dorotea Bucca född 1360, död 1436, även Dorotea Bocchi, var en italiensk läkare. Hon var professor i medicin och filosofi vid Bologna universitet från 1390, något som var närmast unikt för hennes kön under medeltiden.  Hennes far hade tidigare innehaft samma position.
Attityden till utbildning för båda kön tycks ha varit mer positiv i Italien än den var i England före 1800-talet. Anna Mazzolini var professor i anatomi vid universitetet i Bologna 1760, och övriga kvinnor inom det medicinska fältet inkluderar Trotula di Ruggiero, Abella (läkare), Jacobina Félicie, Alessandra Giliani, Rebecca de Guarna, Margarita, Mercuriade (1300-talet), Constance Calenda, Calrice di Durisio (1400-talet), Constanza, Maria Incarnata och Thomasia de Mattio.